# Писемність кокборок

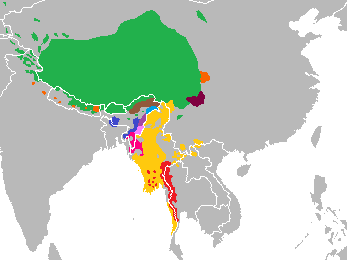
Поширення мов бодо-гаро (частиною яких є мова кокборок). На карті показане синім кольором.

Штат Трипура, Індія. На його землях поширена мова кокборок.

Писемність кокборок (або трипурі) — писемність мови кокборок (трипурі). Вона може записуватися як бенгальським, так і латинським письмом. Ця мова поширена в Індії у штаті Трипура.

## Бенгальське письмо[1][2]
Історично мова кокборок спершу почала записуватися бенгальським письмом. Зараз використання цієї писемності підтримує уряд штату Трипура (він є комуністичним), який випускає різні навчальні матеріали для шкіл. Також підтримують використання бенгальського письма місцеві індуїсти і буддисти.
Знаки для голосних і дифтонгів
| Незалежний знак для голосного або дифтонга | Залежний знак для голосного або дифтонга | Транскрипція МФА |
| ------------------------------------------ | ---------------------------------------- | ---------------- |
| অ                                          |                                          | [o]              |
| আ                                          | া                                         | [a]              |
| ই                                          | ি                                         | [i]              |
| উ                                          | ু                                         | [u]              |
| এ                                          | ে                                         | [e]              |
| অৗ                                          | ৗ                                         | [ɨ]              |
| উা                                          |                                          | [ua]             |

Знаки для приголосних
| Складовий знак | МФА   |
| -------------- | ----- |
| ক              | [ko]  |
| খ              | [kʰo] |
| গ              | [go]  |
| ঙ              | [ŋo]  |
| চ              | [ço]  |
| জ              | [ʝo]  |
| ত              | [to]  |

| Складовий знак | МФА   |
| -------------- | ----- |
| থ              | [tʰo] |
| দ              | [do]  |
| ন              | [no]  |
| প              | [po]  |
| ফ              | [pʰo] |
| ব              | [bo]  |

| Складовий знак | МФА  |
| -------------- | ---- |
| ম              | [mo] |
| য়              | [jo] |
| র              | [ro] |
| ল              | [lo] |
| স              | [so] |
| হ              | [ho] |

Інші знаки
| Залежний знак | Назва       |
| ------------- | ----------- |
| ং              | анусвара    |
| ঁ              | чандрабінду |
| ʼ             | апостроф    |

- Анусвара — залежний знак, позначаючий кінцевий звук [ŋ].

- Чандрабінду — залежний знак, позначаючий назалізацію голосних.

- Апостроф — залежний знак, позначаючий легкий звук [a] в кінці слова[5].

## Латинське письмо[6][7]
Латинське письмо підтримується Корінною націоналістичною партією Трипури (Indigenous Nationalist Party of Twipra, INPT), яка прийшла до влади у Раді автономних племінних територій Трипури (Tripura Tribal Areas Autonomous District Council, TTAADC), а також Федерацією студентів Трипури (Twipra Students Federation, TSF) і місцевою баптистською церквою.
| A a | I i | U u | W w | E e | O o | M m | N n | B b | D d | P p | T t | Ph ph |
| --- | --- | --- | --- | --- | --- | --- | --- | --- | --- | --- | --- | ----- |
| /a/ | /i/ | /u/ | /ɨ/ | /e/ | /o/ | /m/ | /n/ | /b/ | /d/ | /p/ | /t/ | /pʰ/  |

| Th th | S s | R r | L l | J j | Ch ch | Ng ng | G g | K k | Kh kh | Y y | H h |
| ----- | --- | --- | --- | --- | ----- | ----- | --- | --- | ----- | --- | --- |
| /tʰ/  | /s/ | /r/ | /l/ | /ʝ/ | /ç/   | /ŋ/   | /g/ | /k/ | /kʰ/  | /j/ | /h/ |

| Nʼ nʼ |
| ----- |

- Дифтонги записуються двома буквами для голосних: ai [ai], wi [ɨi], ua [ua]. Дифтонг wi [ɨi] після приголосних p [p], b [b], m [m] на письмі передається як ui[8].
- Тони на письмі передаються так: високий тон позначається шляхом написання букви h після складу; низький тон не позначається. У майбутньому планується замінити h на діакритичні знаки наголосу[9].

## Додаткові джерела і посилання
- Arun Debbarma. "Kok-borok primer (for non-Kok-borok learners)".
- S.B.K. Debbarma. "Kok-Thum (A guide book of words & conservation)". "কক্-থুম্".
- Narendra Chandra Debbarma. "ককলাম (A hand book of spoken Kakbarak)".
- English-Kokborok dictionary.